# Prayer
Singles de Nami Tamaki
Realize
(2003) Shining Star ☆Wasurenai Kara☆
(2004)
Prayer est le 3e single de Nami Tamaki sorti sous le label Sony Music Entertainment Japan le 12 novembre 2003 au Japon. Il atteint la 12e place du classement de l'Oricon, et reste classé pendant 11 semaines.
Prayer se trouve sur la compilation Graduation ~Singles~, sur l'album remix Reproduct Best et sur l'album Greeting où se trouve également Never Stop My Heart~Kimi to iu Kiseki ni~.

## Liste des titres
| 1. | Prayer                                                                            | Nishio Saeko     | Otani Y@suo                   | 4:49 |
| 2. | real dreaM                                                                        | Watanabe Natsumi | Joey Carbone, Jeff Carruthers | 4:36 |
| 3. | Never Stop My Heart~Kimi to iu Kiseki ni~ (NEVER STOP MY HEART－君という奇蹟に－) | Watanabe Natsumi | mo'doo-                       | 5:33 |
| 4. | Prayer (Instrumental)                                                             | ---              | Otani Y@suo                   | 4:50 |